# Mora IK
Mora IK ili Mora Hockey je hokejaški klub iz More u Švedskoj.
Osnovan je 1935. godine. 
Navijači se zovu Drakarna.
Domaće sklizalište: 
- FM Mattsson Arena

Klupske boje: crvena, žuta i zelena.

## Uspjesi
- završnica švedskog prvenstva 1950. (izgubili od Djurgårdens IF-a)

## Poznati igrači i treneri
- Marián Hossa
- Robert Kristan

## Vanjske poveznice
- Mora IK
- Drakarna  Arhivirana inačica izvorne stranice od 31. svibnja 2013. (Wayback Machine)